# 古蔺县红军四渡赤水战役遗址
古蔺县红军四渡赤水战役旧址位于中国四川省泸州市古蔺县，是1935年中央红军长征时四渡赤水在古蔺县留下的遗迹。1935年春，中央紅軍在川滇黔交界的赤水河流域進行了四渡赤水戰役。召開了“白沙會議”，並發佈《告全體紅色指戰員書》。紅軍在古藺留下的遺舊址數以千計。其中“大平渡中國工農紅軍駐地”、“二郎鎮紅軍街”基本保持當年紅軍四渡赤水時的原貌；“魚化紅軍村”現存有毛泽东及總司令部、紅一軍團部指揮機關、軍事法庭等重要舊址；雲莊殲滅戰保留有地主的莊園圍牆。